# 别克汉·巴拉霍耶夫
别克汉·阿卜杜勒哈米多维奇·巴拉霍耶夫（羅馬化：Bekkhan Abdulkhamidovich Barakhoyev；1973年8月1日—）是俄罗斯政治人物，第八届国家杜马代表。
1994年，他毕业于车臣-印古什国立大学。巴拉霍耶夫于2000年开始了他的政治生涯，当时他被任命为印古什共和国首任首脑鲁斯兰·奥舍夫的助理顾问。2004年至2011年，担任国家杜马代表瓦列里·沃斯特罗京的助理；2011年—2016年，他担任约瑟夫·科布宗的助理。2021年之前，他担任News Outdoor Group子公司CJSC“Olimp”的副总裁。
2021年9月起，他担任第八届国家杜马会议代表。
巴拉霍耶夫于2022年因俄乌战争而受到美国财政部制裁。